# Płock
 (novembre 2013).
Si vous disposez d'ouvrages ou d'articles de référence ou si vous connaissez des sites web de qualité traitant du thème abordé ici, merci de compléter l'article en donnant les références utiles à sa vérifiabilité et en les liant à la section « Notes et références ».
Pour les articles homonymes, voir Płock (homonymie).
Płock (prononciation polonaise : [pwɔt͡sk] ; en allemand : Plotzk ou Plozk), parfois francisée en Plotsk,, est une ville de la voïvodie de Mazovie, dans le centre de la Pologne.
Elle est une ville-powiat et le siège administratif (chef-lieu) du powiat de Płock, sans en faire partie. Sa population s'élevait à 123 627 habitants en 2012.

## Géographie
Płock est arrosée par la Vistule.
Elle couvre une surface de 88,06 km2 et est située approximativement à 110 kilomètres au nord-ouest de Varsovie, capitale de la Pologne.

## Histoire
Płock est une des plus vieilles villes de Mazovie et de Pologne. Les fouilles archéologiques ont montré que bien avant l’adoption du christianisme par la Pologne en 966, Płock était un centre important de culte pour les tribus païennes slaves. Au XIe siècle, Płock est le siège d’un castellan (gouverneur de province). En 1009, les Bénédictins viennent s’y établir et, en 1075, la ville devient le siège d’un évêché. En 1037, Miecław, ancien échanson de Mieszko II Lambert, se proclame duc de Mazovie et fait de Płock sa capitale avant d’être vaincu par Casimir Ier le Restaurateur en 1047. De 1079 à 1138, les ducs de Pologne (Ladislas Ier Herman et son successeur Boleslas III le Bouche-Torse) résident à Płock, en faisant le centre politique de la Pologne. Ils ont été inhumés dans la cathédrale romane de la ville construite entre 1130 et 1144 par Alexandre de Malonne. En 1138, la Pologne est divisée en plusieurs duchés et Płock devient la capitale de la Mazovie.
En 1237, la ville reçoit les privilèges urbains de Conrad Ier de Mazovie, ce qui lui permet de se développer économiquement. Płock est une des plus anciennes villes juives de Pologne. Les premières traces de présence juive remontent à 1237. La ville est dévastée à plusieurs reprises au XIIIe siècle, par des tribus païennes venant de l’est. En 1325, la ville est incendiée par le roi Ladislas Ier le Bref pour punir la Mazovie de s’être alliée avec les Teutoniques. De 1351 à 1370, Płock reconnaît la suzeraineté de Casimir III le Grand. Celui-ci restaure la ville, la dote d’une enceinte fortifiée et fait construire un château gothique. En 1361, il élargit les privilèges de la ville en lui accordant le droit de Magdebourg. Après sa mort, les Piasts de Mazovie reprennent le contrôle de Płock jusqu’en 1495, date à laquelle Płock est incorporé au royaume de Pologne. Au XVIe siècle, Płock est la deuxième ville la plus importante de Pologne après Cracovie. La ville était un point de passage obligé de plusieurs routes commerciales qui se dirigeaient vers Gdańsk, situé en aval. Cela a contribué à la grande prospérité de la ville. À la fin du XVIe siècle, le déclin de la ville s’amorce, à la suite de la concurrence de Varsovie, ville toute proche qui est devenue la nouvelle capitale de la Pologne. Au XVIIe siècle, la guerre avec la Suède porte un coup fatal à la ville qui est détruite. En 1661, il ne reste plus que 40 maisons épargnées par les envahisseurs. Alors que la ville essaie de se relever, elle est une nouvelle fois détruite par les Suédois au début du XVIIIe siècle.
En 1793, Płock est annexée par la Prusse à l'occasion du deuxième partage de la Pologne. En 1807, elle devient un chef-lieu de département du duché de Varsovie créé par Napoléon. Après la disparition du duché, elle devient le chef-lieu d’une voïvodie dans le royaume du Congrès. Elle est ensuite incorporée à l'Empire russe et devient en 1837 la capitale du gouvernement de Płock.
En septembre 1939, l'Allemagne nazie occupe la ville. Celle-ci compte alors 10 000 Juifs, soit un tiers de sa population ; ils travaillent dans l'artisanat, le commerce, les métiers du droit (avocats principalement) et la médecine. La Mazovie est intégrée au Reich. Dès le mois d'octobre, les biens juifs sont confisqués. Les Juifs sont astreints au port de l'étoile jaune. Ceux des localités environnantes sont expulsés et se retrouvent sans beaucoup de ressources à Płock. La population juive est soumise à la terreur, au travail forcé. Ceux qui en reviennent ont été battus et parfois mutilés. En 1940, un ghetto est créé. Très vite les rumeurs d'évacuation du ghetto circulent. Les nazis veulent rendre la région « Judenrein », c'est-à-dire sans Juifs. Ceux-ci vivent dans la terreur, obligés de se rassembler sous les coups de crosse, de dormir tout habillés en vue d'une « évacuation ». Le 21 février 1941, les nazis vident le ghetto pour « réinstaller » la population juive dans le camp de concentration de Dzialdowo, près de Kielce. Les Juifs sont entassés dans des camions jusqu'au point de suffoquer. Les nazis ne rencontrent guère de résistance, tant la population juive a été brisée par les exercices précédents. Les déportés doivent laisser tout ce qu'ils ont pu apporter avec eux au camp de Dzialdowo En septembre 1942, ils sont tous transportés à Treblinka et périssent dans les chambres à gaz. La ville est libérée par l’Armée rouge le 17 janvier 1945.

### Liste des maires

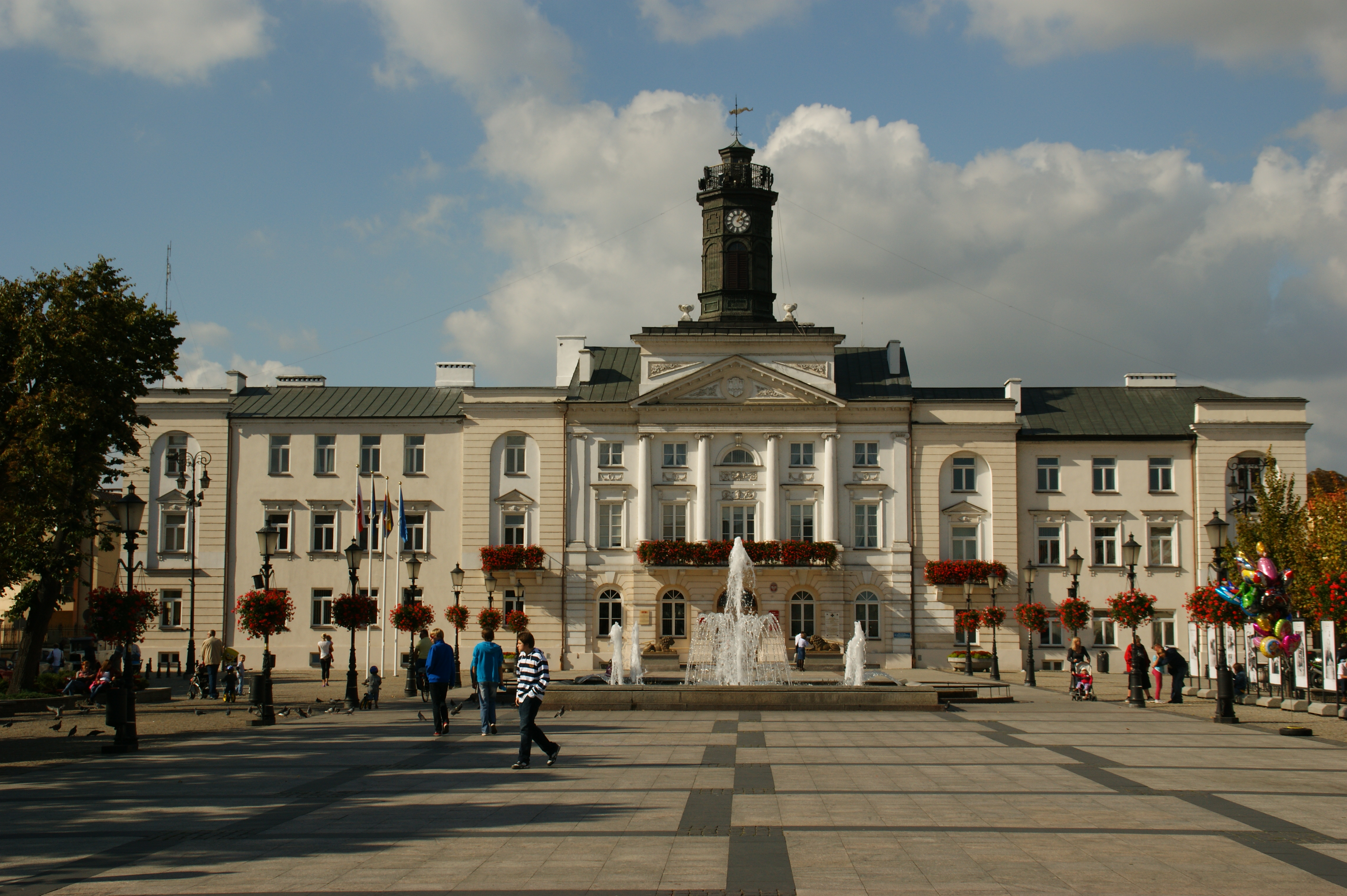
Hôtel de ville de Płock.

## Politique et administration

### Relations internationales

#### Jumelages
La ville de Płock est jumelée avec :
- Darmstadt (Allemagne)
- Auxerre (France)
- Fort Wayne (États-Unis)
- Bălţi (Moldavie)
- Forlì (Italie)
- Loznica (Serbie)
- Mažeikiai (Lituanie)
- Mytichtchi (Russie)
- Novopolatsk (Biélorussie)
- Thurrock (Royaume-Uni)
- Jytomyr (Ukraine)

### Santé

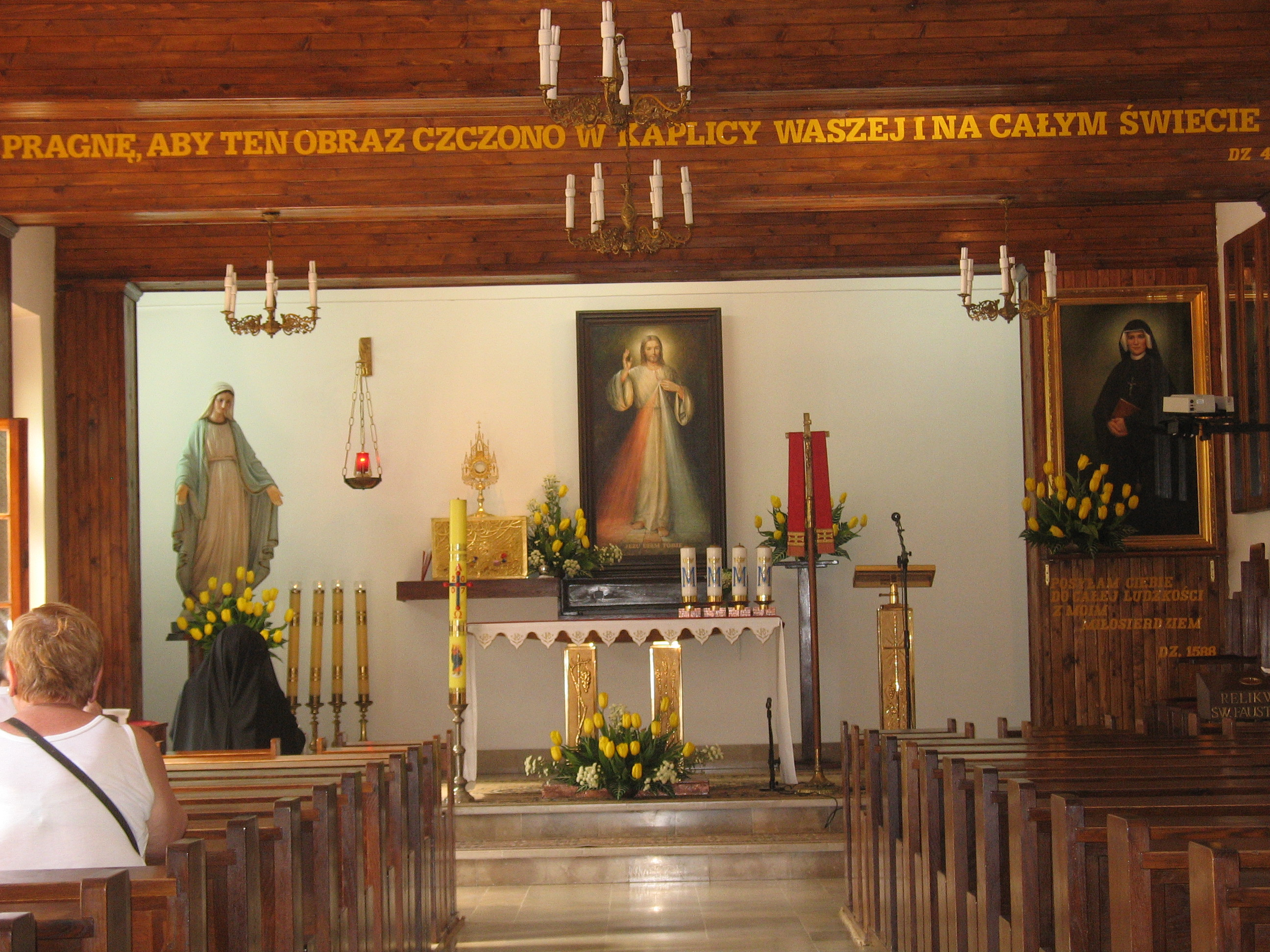
Le sanctuaire avec l'icône de la Miséricorde divine.

## Population et société

### Sports
Le Wisla Plock est le club de football de la ville.

### Cultes
La ville est célèbre pour le sanctuaire de la Miséricorde Divine où l'apparition de Jésus à Sainte Faustina Kowalska a eu lieu.
Płock est le siège de l’Église Vieille-Catholique mariavite. Au début du XXe siècle, les Mariavites ont construit la cathédrale de la Miséricorde et de la Charité, leur lieu de culte le plus important.

## Économie

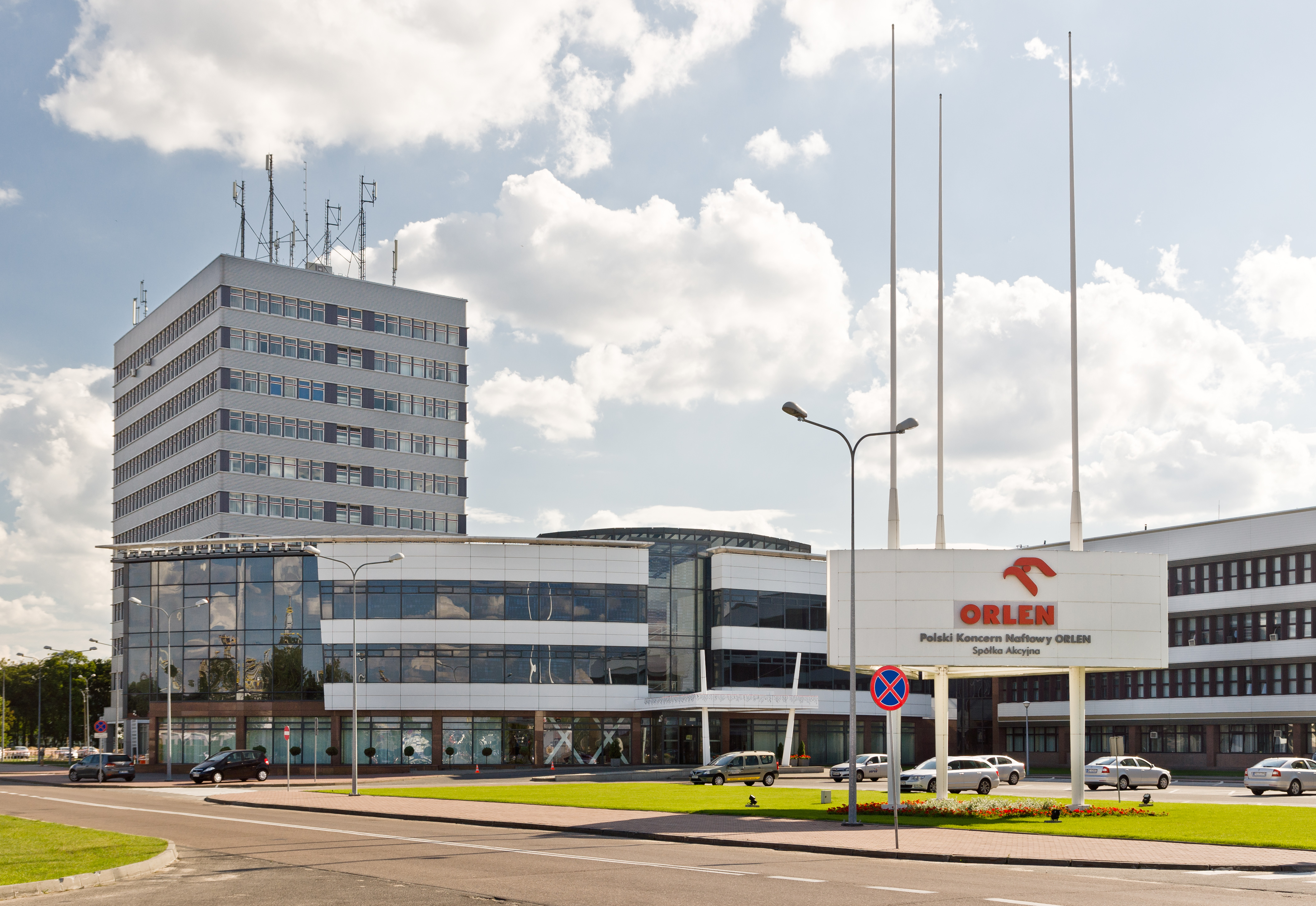
Quartier général d'Orlen.

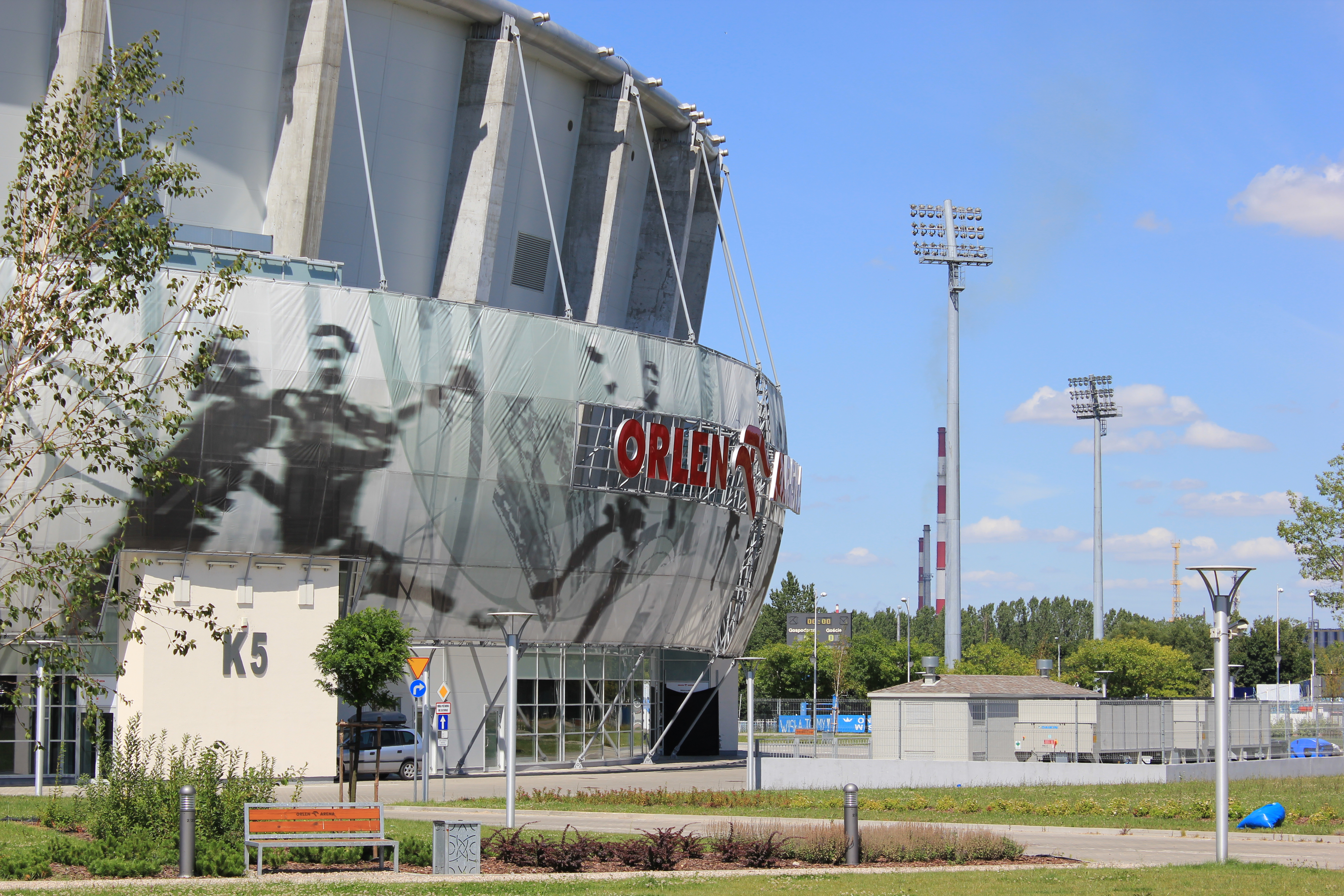
Orlen Arena.

Płock est au centre d’une région industrielle et agricole. Le raffinage du pétrole et la pétrochimie dominent. La société Petrochemia Plock S.A. (depuis le 19 mai 1999, PKN Orlen, le plus grand groupe en Europe centrale) traite 75 % du pétrole importé par le pays. C’est ici qu’est localisée la société exploitant l’oléoduc Przyjazn (Amitié), une des voies principales du pétrole russe vers l'Europe occidentale. Dans la région de Płock sont également installées des sociétés de construction et de recyclage (Rec Pol, CS Recycling, DSS Recykling, SUEZ Płocka Gospodarka Komunalna). L’entreprise textile Levi Strauss & Co. s’est récemment implantée à Płock. L'industrie agro-alimentaire est une autre activité très importante dans la région.

## Culture locale et patrimoine

### Lieux et monuments
À voir :
- L'ensemble de la colline du Dôme avec la cathédrale (l'intérieur), le château et les canonicats

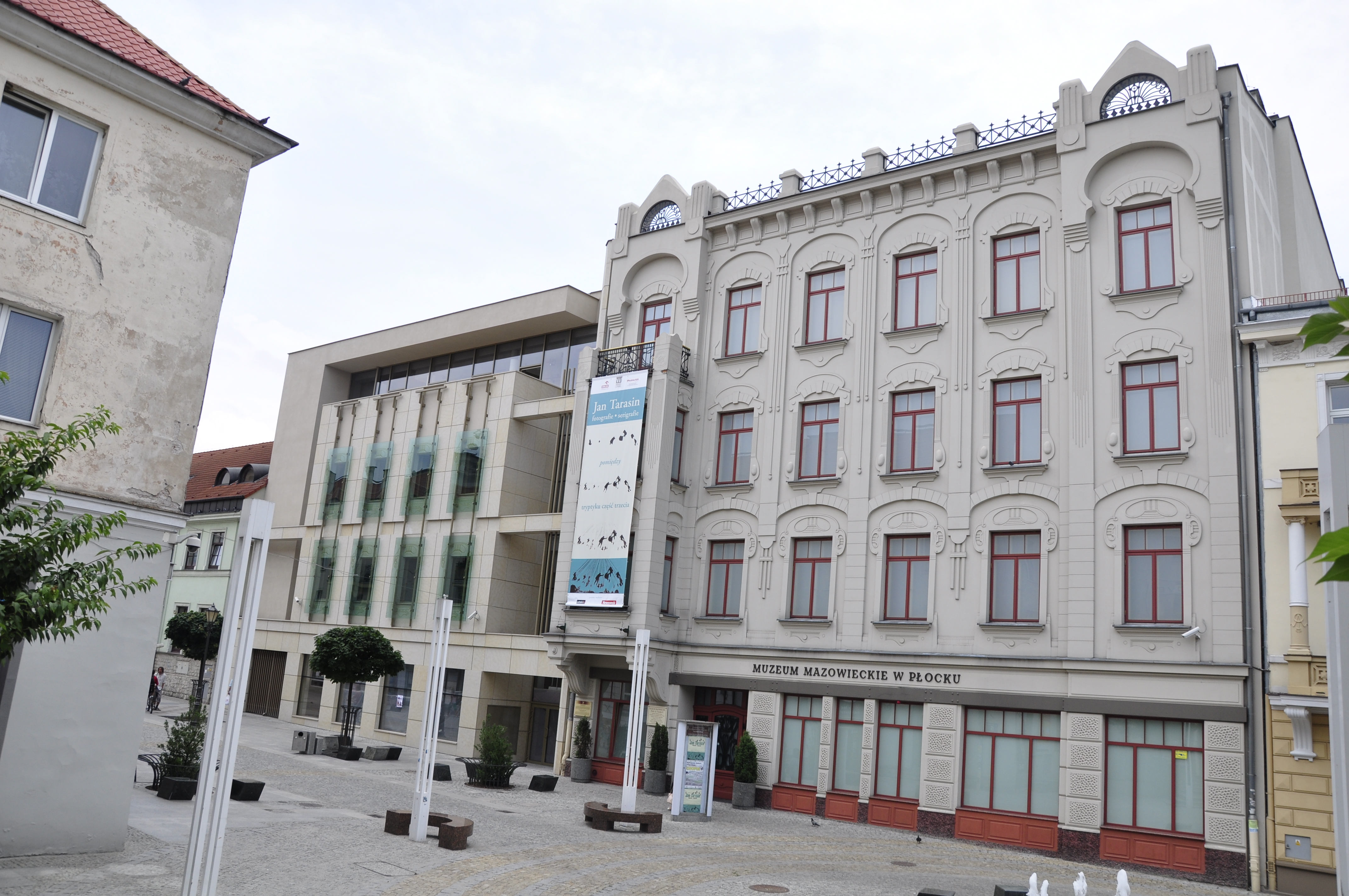
Le musée de Mazovie.

- Le musée de Mazovie
- Le musée diocésain
- Le musée de la sécession

### Personnalités liées à la commune
- Ladislas Ier Herman (1042-1102), duc de Pologne
- Judith de Bohême (1056/1058-1086), duchesse de Pologne
- Boleslas III Bouche-Torse (1086-1138), duc de Pologne
- Joseph-Marie Kownacki (1806-1908), officier et ingénieur, émigré en France
- Aleksandra Kazimiera Rakiewiczowa (1836/1838-1898), actrice de théâtre polonaise
- Mécislas Golberg (1869-1907), penseur anarchiste
- Mark Lidzbarski (1868-1928), philologue et épigraphiste allemand
- Kazimierz Otap (1920-2006), soldat polonais, y est mort.
- Tadeusz Mazowiecki (1927-2013), écrivain, journaliste et homme d'État (premier chef de gouvernement non communiste d'un pays signataire du pacte de Varsovie)
- Paul Pepłowski (1811-1864), militant indépendantiste polonais, est né à Płock
- Jerzy Kraska (1951-), footballeur
- Wojciech Wojda (1966-), chanteur
- Marcin Bułka (1999-), footballeur